# Ulrich Plenzdorf
Ulrich Plenzdorf (født 26. oktober 1934 i Berlin, død 9. august 2007) var en tysk forfatter, manuskriptforfatter og dramatiker, hvis mest kendte værk er Die neuen Leiden des jungen W.. 
Plenzdorf voksede op i Kreuzberg i Berlin som søn af forældre, der var medlemmer af KPD og som blev pågrebet flere gange i Nazi-Tyskland. Familien flyttede i 1950 til Østberlin, hvor Ulrich Plenzdorf i 1954 tog sin studentereksamen. Han studerede siden marxisme og leninisme ved Karl-Marx-Universität i Leipzig. Efter at have aftjent sin værnepligt i Nationale Volksarmee begyndte han i 1959 på Deutsche Hochschule für Filmkunst i Potsdam. Fra 1963 virkede han som dramatiker ved DEFA-studierne i Babelsberg. 
Romanen Die neuen Leiden des jungen W. gjorde ham kendt udenfor DDR og blev oversat til 30 sprog. Som manuskriptforfatter blev han bl.a. kendt for at have skrevet Die Legende von Paul und Paula fra 1973, der blev en af de mest kendte film fra DDR. Han skrev desuden musik for gruppen Puhdys.